# 896
Cette page concerne l'année 896  du calendrier julien.
L'année 896 est une année bissextile qui commence un jeudi.

## Événements
- 21 février : Arnulf de Carinthie prend Rome[1].
- 22 février : le pape Formose couronne Arnulf de Carinthie empereur germanique[2].
- Mars : Arnulf de Carinthie échoue devant Spolète défendue par Ageltrude, mère de son compétiteur Lambert de Spolète. Frappé d'une attaque, il abandonne le siège et rentre en Germanie[2].
- 11 - 26 avril : pontificat de Boniface VI (15 jours)[3].
- 22 mai : début du pontificat d'Étienne VI (fin en 897)[3].
- 7 juin[4] : victoire de Siméon Ier de Bulgarie sur les Byzantins à la bataille de Bulgarophygon. Paix entre Byzance et Siméon Ier de Bulgarie moyennant un tribut annuel consenti par Byzance jusqu'en 912[5].
- Été : la Grande Armée viking renonce à attaquer le Wessex et se disperse en trois corps, qui se dirigent respectivement vers la Northumbrie, l'Est-Anglie et l'embouchure de la Seine[6].
- 16 septembre : suspension d'arme en Asie Mineure. 2 504 prisonniers musulmans sont rachetés aux Byzantins[7].
- Automne : une bande de 250 Vikings arrive sur la Seine, conduite par le chef Hundeus. Elle remonte le fleuve, gagne la vallée de l'Oise et hiverne à Choisy-au-Bac d'où elle ravage les bords de la Meuse[8]. Lorsqu'elle est de retour dans la vallée de la Seine, Charles le Simple, alors réfugié en Lotharingie, tente de faire alliance avec elle, ce qui provoque la fureur de l'archevêque de Reims Foulques. C'est vers cette époque que date l'installation sédentaire de Vikings à l'embouchure de la Seine sous la direction de Rollon (Hrólfr, sans doute)[9].
- Création du sultanat de Shoa par la dynastie des Makhzumi en Éthiopie méridionale (fin en 1285)[10]